# بركات يعقوب

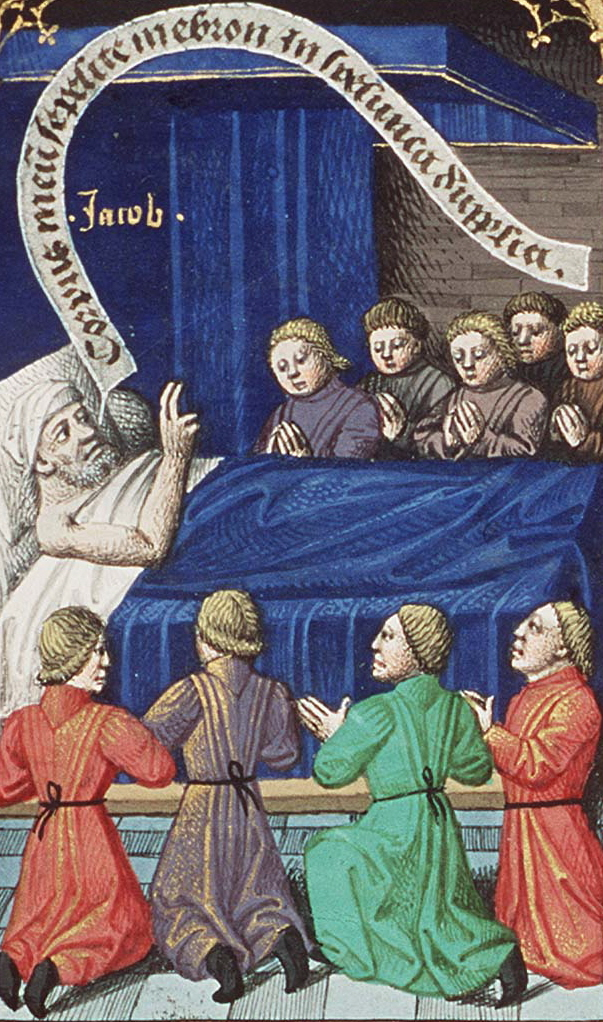
يعقوب يبارك أبنائه بريشة إفرنسوا متر. يشير ذكر السرير في تكوين 49: 33 إلى أن هذا كلام على فراش الموت.

بركات يعقوب هي قصيدة نبوية تظهر في سفر التكوين في 49:1-27 وتذكر كل واحد من أبناء يعقوب الاثني عشر. يقدم سفر التكوين القصيدة بأنها كلمات يعقوب لأبنائه عندما كان يعقوب على وشك الموت.
يقيم سفر التكوين 49 أسباط إسرائيل مثل بركات موسى، ولكن بينهما القليل من القواسم المشتركة، باستثناء وصف أحد الأسباط بالقاضي، والآخر بشبل الأسد. بينما في بركات يعقوب دان هو القاضي ويهوذا الشبل، في بركات موسى جاد هو القاضي ودان الشبل.